# Selección de béisbol de China Taipéi
La selección de béisbol de China Taipéi es el equipo oficial que representa a China Taipéi en eventos internacionales de béisbol. La selección está integrada por jugadores Taiwaneses que en su mayoría participan en la Liga de Béisbol de Taiwán. En agosto de 2016 la selección de China Taipéi ocupa el cuarto lugar del Ranking Mundial de la IBAF, Federación Internacional de Béisbol, (IBAF por sus siglas en inglés).

## Palmarés
- Juegos Asiáticos
  - 1.er lugar 1990 (deporte de demostración), 2006
  - 2.º lugar, 2002
  - 3.er lugar, 1994, 1998

- Copa Intercontinental
  - 3.er lugar, 2006

- Olimpiadas
  - 2.º lugar, 1992
  - 3.er lugar, 1984 (Deporte de demostración)
  - 5.º lugar, 2004,2005

- Copa Mundial de Béisbol
  - 2.º lugar, 1984
  - 3.er lugar, 1986, 1988, 2001
  - 4.º lugar, 1982, 2003
  - 5.º lugar, 1973

## Ranking WBSC
El Ranking Mundial WBSC cuenta los puntos de todos los torneos autorizados en todos los grupos de edad durante un período de cuatro años.
El ranking de la WBSC empieza a contabilizar los puntos a partir del año 2012. 
Actualizada a noviembre 2023
| Año                   | marzo     | junio     | agosto    | septiembre | octubre   | noviembre | diciembre   |
| --------------------- | --------- | --------- | --------- | ---------- | --------- | --------- | ----------- |
| 2012                  | -         | -         | -         | -          | -         | -         | 5º (499.79) |
| 2013                  | -         | -         | -         | -          | -         | -         | -           |
| 2014                  | -         | -         | -         | -          | -         | -         | 4° (605.48) |
| 2015                  | -         | -         | -         | -          | -         | -         | -           |
| 2016                  | -         | -         | -         | -          | -         | -         | 4º (4261)   |
| 2017                  | -         | -         | -         | -          | -         | -         | -           |
| 2018                  | -         | -         | -         | 4° (4149)  | -         | -         | 4º (3602)   |
| 2019                  | -         | -         | -         | -          | -         | -         | 4º (4385)   |
| 2020                  | 4º (4385) | -         | -         | -          | -         | -         | -           |
| 2021                  | -         | 2º (3590) | 3º (3315) | -          | -         | -         | 2º (3321)   |
| 2022                  | -         | -         | -         | -          | -         | -         | 2º (3819)   |
| 2023                  | 4° (4061) | -         | 5º (3991) | -          | 5º (4094) | 5° (3974) | -           |
| Posición promedio: 4° |           |           |           |            |           |           |             |

- La última sumatoria de puntos abarca los torneos, avalados por la WBSC, en los que se haya competido en el periodo 2019-2023

- Mejor progreso : +2 (2020-2021).
- Peor progreso: -2 (2022-2023).